# Dendropanax kwangsiensis
Dendropanax kwangsiensis är en araliaväxtart som beskrevs av Hui Lin Li. Dendropanax kwangsiensis ingår i släktet Dendropanax och familjen Araliaceae. Inga underarter finns listade.